# Nadežda Peedi-Hoffmann
Nadežda Peedi-Hoffmann, auch Nadeshda Peedi-Hoffman (* 6. Maijul. / 19. Mai 1911greg. in Tomsk, Russisches Kaiserreich; † 21. Mai 1938), war eine estnische Schönheitskönigin und Filmschauspielerin.

## Leben und Werk
Nadežda (auch Nadja) Peedi-Hoffmann wurde im sibirischen Tomsk geboren und wuchs dort auf. Ihre estnischen Eltern, die in Tomsk arbeiteten, trennten sich nach der Oktoberrevolution in Russland. Die Mutter siedelte mit der Tochter nach Estland um. Sie war die Schwester der Ehefrau des späteren estnischen Staatspräsidenten Konstantin Päts.
Die musisch und sängerisch interessierte Nadežda Peedi-Hoffmann schloss die Mittelschule in Tallinn ab und studierte 1932 im berühmten Studio der estnischen Tänzerin Gerd Neggo (1891–1974).
Am 19. Juni 1932 gewann die 21-jährige brünette Schönheit gegen 32 Konkurrentinnen den nationalen Schönheitswettbewerb Miss Eesti/Estonia. Der Wettbewerb wurde von der estnischen Zeitung Päevaleht mit großem Rummel veranstaltet.
Die Siegerin wurde am 21. Juni 1932 im Konzertsaal Estonia in Tallinn während eines großen Balls gekrönt. Da der Wettbewerb in Estland erst wieder 1988 ausgetragen wurde, war Peedi-Hoffmann über einen Zeitraum von 56 Jahren die am längsten amtierende Schönheitskönigin Estlands. Am 31. Juli 1932 nahm Peedi-Hoffmann als Vertreterin Estlands beim Schönheitswettbewerb International Pageant of Pulchritude im belgischen Spa teil.
Mit dem Sieg im Schönheitswettbewerb der Zeitung Päevaleht war die Hauptrolle in einem estnischen Spielfilmprojekt verbunden. Nadežda Peedi-Hoffmann spielte 1932 eine der Hauptrollen in dem finnisch-estnischen Liebesstreifen Päikese lapsed (zu deutsch „Sonnenkinder“), dem ersten wirklichen estnischen Tonfilm. Regie führte Theodor Luts, der eng mit Päevaleht zusammenarbeitete. Die Dreharbeiten starteten im August 1932. Am 3. November 1932 hatte der Film Premiere.
Nadežda Peedi-Hoffmann war die Muse des estnischen Schriftstellers August Alle (1890–1952).
Peedi-Hoffmann starb im Mai 1938. Sie liegt neben ihrer Mutter Adele Peedi (1876–1951) auf dem Friedhof Liiva in Tallinn begraben.